# Cyphotettix camelus
Cyphotettix camelus är en insektsart som beskrevs av Rehn, J.A.G. 1952. Cyphotettix camelus ingår i släktet Cyphotettix och familjen torngräshoppor. Inga underarter finns listade i Catalogue of Life.